# Marek Czuku
Marek Czuku (ur. 19 czerwca 1960 w Łodzi) – polski poeta, absolwent fizyki i filologii polskiej Uniwersytetu Łódzkiego.
Debiutował w 1985 roku, w czasopiśmie „Odgłosy”. W latach 1990–1997 pracował jako redaktor w „Dzienniku Łódzkim”, „Tygodniku Solidarność Ziemi Łódzkiej”, „Gazecie Wyborczej”, „Ilustrowanym Tygodniku Zgierskim” i „Brzezińskim Informatorze Tygodniowym”. W latach 1998–2005 prowadził młodzieżowe koła i grupy literackie w Łodzi i Aleksandrowie Łódzkim. Należy do Stowarzyszenia Pisarzy Polskich (od 1992, w latach 2014-2017 w Zarządzie Głównym) oraz do Academia Europaea Sarbieviana.
Wiersze, prozę, szkice, recenzje, felietony i dzienniki publikował m.in. na łamach „Twórczości”, „Nowych Książek”, „Więzi”, „Odry”, "Kwartalnika Artystycznego”, „Akcentu”, „Toposu”, „Frazy”, „Wyspy”, „Nowej Dekady Krakowskiej”, „Tekstualiów”, "eleWatora", „Nowej Okolicy Poetów”, „Kresów”, „Frondy”, „Arcanów”, „Opcji”, „Tygla Kultury”, „Arterii”, „Pograniczy”, „Śląska”, „Migotań, przejaśnień”, „Przeglądu Powszechnego”, „Gościa Niedzielnego”, „Czasu Kultury”, w nieistniejących już: „Tytule”, „Wyrazach”, „Radarze”, „Non Stop”, „Kierunkach”, „Słowie Powszechnym”, oraz w pismach o zasięgu lokalnym, m.in. „Kalejdoskopie” (Łódź), „Parnasiku” (Ostrołęka), „Radostowej” (Starachowice), „Gazecie Kulturalnej” (Zelów), „ExLibrisie 43bis” (Konstantynów Łódzki), „Dzienniku Łódzkim”.
Swoją twórczość prezentował w internecie, radiu i telewizji, a także za granicą (w Szwecji, Irlandii, USA, Kanadzie, Serbii, Francji, Austrii, Belgii, Niemczech oraz na Litwie). Tłumaczony na język angielski, niemiecki, hiszpański, szwedzki, rosyjski, czeski, serbski, chorwacki oraz hindi.
Laureat konkursów literackich, m.in. XXVIII Łódzkiej Wiosny Poetów (1986) oraz VIII Ogólnopolskiego Konkursu Poetyckiego „Dać świadectwo” (Kraków 2000). Stypendysta Ministerstwa Kultury i Dziedzictwa Narodowego (2012). „Sonet III” Marka Czuku został wybrany jako „Wiersz Roku 2019” w konkursie ogłaszanym przez Związek Pisarzy Katolickich.

## Twórczość

### Poezja
- W naszym azylu – Wydawnictwo Przedświt, Warszawa 1989
- Książę Albański – Wydawnictwo Biblioteka, Łódź 1991, ISBN 83-85381-01-5
- Jak kropla deszczu – Wydawnictwo Biblioteka, Łódź 1998, ISBN 83-85381-52-X
- Ziemia otwarta do połowy – Wydawnictwo Biblioteka, Łódź 2000, ISBN 83-88529-45-5
- Przechodzimy do historii. 44 wiersze z lat 1998–1999 – Wydawnictwo Biblioteka, Łódź 2001, ISBN 83-88529-90-0
- Którego nie napiszę – „Tygiel Kultury”, Łódź 2003, ISBN 83-88552-13-9
- Ars poetica – „Fronda”, Warszawa 2006, ISBN 83-60335-85-0
- Inny wybór wierszy – Wydawnictwo Nowy Świat, Warszawa 2007, ISBN 978-83-7386-247-0
- Forever – Biblioteka „Toposu”, Sopot 2010, ISBN 978-83-61002-92-5
- Facet z szybą – Wydawnictwo FORMA, Szczecin 2012, ISBN 978-83-60881-98-9
- Nietrwała kompozycja. Wiersze metafizyczne i religijne – Republika Ostrowska, Ostrów Wielkopolski 2013, ISBN 978-83-929200-5-2
- Igły i szpilki – Wydawnictwo FORMA, Szczecin 2016, ISBN 978-83-64974-44-1
- Stany zjednoczone – Wydawnictwo FORMA, Szczecin 2018, ISBN 978-83-65778-80-2
- Jedenaście metafor − Biblioteka Stowarzyszenia Pisarzy Polskich, Kraków 2020, ISBN 978-83-956194-8-9
- Róbta, co chceta − Wydawnictwo FORMA, Szczecin 2021, ISBN 978-83-66759-28-2

### Proza
- Wędrowniczek − Biblioteka Stowarzyszenia Pisarzy Polskich, Kraków 2021, ISBN 978-83-961567-1-6